# Nghi Đô
Nghi Đô (tiếng Trung: 宜都市; bính âm: Yidū shì) là một thành phố cấp huyện thuộc địa cấp thị Nghi Xương, tỉnh Hồ Bắc, Trung Quốc.

### Nhai đạo
- Lục Thành (陆城街道)

### Trấn
- Hồng Hoa Sáo (红花套镇)
- Cao Bá Châu (高坝洲镇)
- Nhiếp Gia Hà (聂家河镇)
- Tùng Mộc Bình (松木坪镇)
- Chi Thành (枝城镇)
- Diêu Gia Điếm (姚家店镇)
- Ngũ Nhãn Tuyền (五眼泉镇)

### Hương
- Vương Gia Phán (王家畈乡)

### Hương dân tộc
- Hương dân tộc Thổ Gia Phan Gia Loan (潘家湾土家族乡)